# Граф Сент-Джерманс

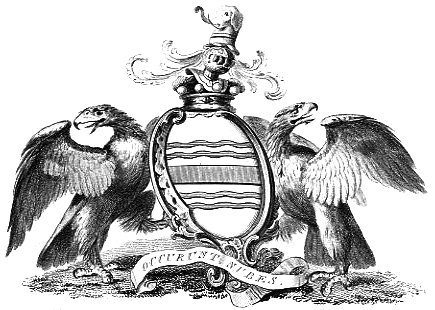
Герб графов Сент-Джерманс

Граф Сент-Джерманс в графстве Корнуолл (англ. Earl of St Germans) — наследственный титул в системе Пэрства Соединённого королевства.

## История
Титул графа Сент-Джерманса был создан в 1815 году для английского политика Джона Элиота, 2-го барона Элиота (1761—1823). Ранее он представлял Лискерд в Палате общин Великобритании (1784—1800, 1801—1804). Джон и его брат Уильям были вторым и третьим сыновьями Эдварда Элиота (1727—1804), который представлял в Палате общин Сент-Джерманс (1748—1768, 1774—1775), Лискерд (1768—1774) и Корнуолл (1775—1784), а также занимал пост комиссара совета по торговле и плантациям. Эдвард Элиот был сыном Ричарда Элиота (1694—1748) и Харриет Краггс, внебрачной дочери Джеймса Краггса Младшего (1686—1721) от актрисы Эстер Сэнтфлоу (1690—1773). В 1784 году для Эдварда Элиота был создан титул барона Элиота из Сент-Джерманса в графстве Корнуолл (Пэрство Великобритании). В 1789 году он получил королевское разрешение на дополнительную фамилию «Краггс».
Его второй и старший из выживших сыновей, Эдвард Джеймс Элиот (1758—1797), скончался при жизни отца. В 1804 году баронский титул унаследовал вышеупомянутый, Джон Элиот, 2-й барон Элиот (1761—1823), третий сын 1-го барона Элиота, который в 1814 году получил титул графа Сент-Джерманса. Его преемником стал младший брат, Уильям Элиот, 2-й граф Сент-Джерманс (1767—1845). Он был дипломатом и политиком, в частности, являлся парламентским заместителем министра иностранных дел (1804—1805). Его единственный сын, Эдвард Гренвиль Элиот, 3-й граф Сент-Джерманс (1798—1877), также был выдающимся политиком, он занимал посты главного секретаря по делам Ирландии (1841—1845), генерального почтмейстера (1845—1846), лорда-лейтенанта Ирландии (1853—1855) и лорда-стюарда королевского двора (1857—1858, 1859—1866). Его третий сын, Уильям Элиот, 4-й граф Сент-Джерманс (1829—1881), британский дипломат, был депутатом Палаты общин от Девонпорта (1866—1868). В 1870 году он стал заседать в Палате лордов, получив отцовский титул барона Элиота.
4-й граф Сент-Джерманс не был женат, ему наследовал его младший брат, Генри Корнуоллис Элиот, 5-й граф Сент-Джерманс (1835—1911). Он в течение многих лет работал в Форин-офисе. Его старший сын и преемник, Джон Элиот, 6-й граф Сент-Джерманс (1890—1922), в чине капитана 2-го шотландского королевского драгунского полка участвовал в Первой мировой войне и был награждён военным крестом. Он скончался, не оставив после себя сыновей. Его преемником стал его двоюродный брат, Гренвиль Джон Элиот, 7-й граф Сент-Джерманс (1867—1942). Он был старшим сыном полковника Чарльза Джорджа Корнуоллиса Элиота (1839—1901), шестого сына 3-го графа Сент-Джерманс. Он не был женат, ему наследовал его младший брат, Монтегю Элиот, 8-й граф Сент-Джерманс (1870—1960). Он занимал ряд должностей при королевском дворе, в частности, был церемониймейстерем королей Эдуарда VII (1901—1906) и Георга V (1910—1936).
По состоянию на 2025 год, обладателем графского титула является внук Перегрина Николаса Элиота, 10-го графа Сент-Джерманса (1941—2016) — Альберт Кларенс Элиот, 11-й граф Сент-Джерманс (род. 2004), наследовавший своему деду в 2016 году.
Название графского титула происходит от деревни Сент-Джерманс в Восточном Корнуолле.
Родовая резиденция — Порт Элиот в окрестностях Салташа в графстве Корнуолл.

## Бароны Элиот (1784)
- 1784—1804: Эдвард Краггс-Элиот, 1-й барон Элиот (8 июля 1727 — 17 февраля 1804), сын Ричарда Элиота (ок. 1694—1748) и Гарриот Краггс (ок. 1704—1769)
  - Достопочтенный Эдвард Джеймс Элиот (24 августа 1758 — 20 сентября 1797), второй сын предыдущего
- 1804—1823: Джон Элиот, 2-й барон Элиот (30 сентября 1761 — 17 ноября 1823), третий сын 1-го барона Элиота, граф Сент-Джерманс с 1815 года.

## Графы Сент-Джерманс (1815)
- 1815—1823: Джон Элиот, 1-й граф Сент-Джерманс (30 сентября 1761 — 17 ноября 1823), третий сын Эдварда Краггса-Элиота, 1-го барона Элиота;
- 1823—1845: Уильям Элиот, 2-й граф Сент-Джерманс (1 апреля 1767 — 19 января 1845), младший брат предыдущего;
- 1845—1877: Эдвард Гренвиль Элиот, 3-й граф Сент-Джерманс (29 августа 1798 — 17 октября 1877), единственный сын предыдущего;
- 1877—1881: Уильям Гордон Корнуоллис Элиот, 4-й граф Сент-Джерманс (14 декабря 1829 — 19 марта 1881), третий сын предыдущего;
- 1881—1911: Генри Корнуоллис Элиот, 5-й граф Сент-Джерманс (11 февраля 1835 — 24 сентября 1911), младший брат предыдущего;
  - Эдвард Генри Джон Корнуоллис Эллиот, лорд Элиот (30 августа 1885 — 24 августа 1909), старший сын предыдущего;
- 1911—1922: Джон Гренвиль Корнуоллис Элиот, 6-й граф Сент-Джерманс (11 июня 1890 — 31 марта 1922), младший брат предыдущего;
- 1922—1942: Гренвиль Джон Элиот, 7-й граф Сент-Джерманс (22 сентября 1867 — 20 ноября 1942), старший сын полковника Чарльза Джорджа Корнуоллиса Элиота (1839—1901), внук 3-го графа Сент-Джерманса;
- 1942—1960: Монтегю Чарльз Элиот, 8-й граф Сент-Джерманс (13 мая 1870 — 19 сентября 1960), младший брат предыдущего;
- 1960—1988: Николас Ричард Майкл Элиот, 9-й граф Сент-Джерманс (26 января 1914 — 11 марта 1988), старший сын предыдущего;
- 1988—2016: Перегрин Николас Элиот, 10-й граф Сент-Джерманс (2 января 1941 — 15 июля 2016), единственный сын предыдущего;
  - Джаго Николас Альдо Элиот, лорд Элиот (24 марта 1966 — 15 апреля 2006), старший сын предыдущего;
- 2016 — настоящее время: Альберт Кларенс Элиот, 11-й граф Сент-Джерманс (род. 4 ноября 2004), единственный сын предыдущего;
  - Наследник: достопочтенный Луи Роберт Элиот (род. 11 апреля 1968), второй сын 10-го графа Сент-Джерманса, дядя предыдущего.